# 132e escadrille de chasse polonaise
La 132e escadrille de chasse polonaise est une unité de l'armée de l'air polonaise de l'entre-deux-guerres.

## Historique

### 4eescadrille de combat de Grande-Pologne
Le 25 mai 1919 sur la base de Ławica à Poznań est constituée la 4e escadrille de combat de Grande-Pologne. Son premier commandant est le lieutenant Jerzy Dziembowski. Initialement l'escadrille est équipée de six avions abandonnés par les Allemands (3 Albatros D.III, 2 Fokker D.VII et un Fokker E.V) et ne compte que six pilotes. À parir de juillet 1919 elle s’entraîne sur des SPAD S.VII, ensuite elle reçoit d'autres Fokker D.VII.

### 15eescadrille de chasse
En février 1920, dans le cadre de réunification de l'Armée de Grande-Pologne et de l'Armée Polonaise, elle est transformée en 15e escadrille de chasse,. Elle quitte Ławica pour Bydgoszcz. En avril 1920 son effectif est de 7 pilotes, elle est équipée de 9 avions. Outre les SPAD S.VII et les Fokker D.VII elle obtient un Albatros B.II.
En mai 1920 elle est envoyée sur le front de la guerre soviéto-polonaise où elle rejoint le IIIe Groupe Aérien. Le 16 mai elle arrive sur le terrain de Wapniarka en Podolie d'où elle effectue des missions de reconnaissance et d'attaque au sol.
Début juin, en raison de l'avancée soviétique elle est retirée à Khmelnytsky, le 1er juillet elle se trouve à Ternopil et le 14 juillet elle arrive à Lwów où elle reçoit des nouveaux appareils. Elle défend Lwów en appuyant la 6e Armée. Le 15 août elle commence à attaquer la cavalerie de Semion Boudienny à proximité de la rivière Bug. Ce jour-là deux avions endommagés par le feu ennemi se crashent lors d'un atterrissage forcé.
Le 18 août elle part à Przemyśl mais continue à effectuer des missions de combat dans la région de Lwów, surtout des vols de reconnaissance. Six jours plus tard elle revient à Lwów. Le 25 août elle dispose de 4 avions capables de prendre l'air, 6 en réparation et 3 en cours de montage.
Au tournant d'août et de septembre 1920, l'escadrille combat à nouveau avec la cavalerie bolchévique pendant la bataille de Komarów. Le 8 octobre elle arrive à Zdołbunów d'où elle poursuit les vols de guerre jusqu'au 17 octobre.
Entre mai et octobre 1920 l'escadrille aura effectué 277 vols de combat pendant lesquels elle a perdu 7 avions et deux pilotes (un mort et un blessé).
Après la fin du conflit elle est transférée à Ostrów Wielkopolski, en août 1921 elle rejoint le Ve Groupe de chasse à Poznań-Ławica où elle reçoit des Albatros D.III.

### 112eescadrille de chasse
en 1925 elle est renommée 112e escadrille de chasse, deux ans plus tard elle est reéquipée en Blériot-SPAD S.51 et Blériot-SPAD S.61.

### 132eescadrille de chasse
En automne 1928 elle devient 132e escadrille de chasse. Équipée d'une dizaine de PZL P.11c
elle prend part à la campagne de Pologne à partir du terrain de Dzierżnica près de Środa Wielkopolska.
Au neuvième jour de guerre, après la dissolution de la 131e escadrille de chasse polonaise par ordre du commandant de l'aviation de l'Armée Pozna, de nombreux anciens pilotes de cette escadrille intègrent la 132e escadrille afin de renforcer ses rangs.

## Commandants
- lieutenant (porucznik) Jerzy Dziembowski (1919–1921)
- capitaine (kapitan) Tadeusz Jarina (1921 - mars 1923)
- lieutenant Edward Lewandowski (mars 1923 - juillet 1924)
- capitaine Kazimierz Jarzębiński (juillet 1924 - mars 1925)
- capitaine Edward Lewandowski (juin 1925 - août 1926)
- kpt. pil. Franciszek Jach (août 1926 - octobre 1929[9])
- capitaine Mieczysław Mümler (octobre 1929 - novembre 1937)
- capitaine Franciszek Jastrzębski (novembre 1937 - septembre 1939)

## Victoires aériennes

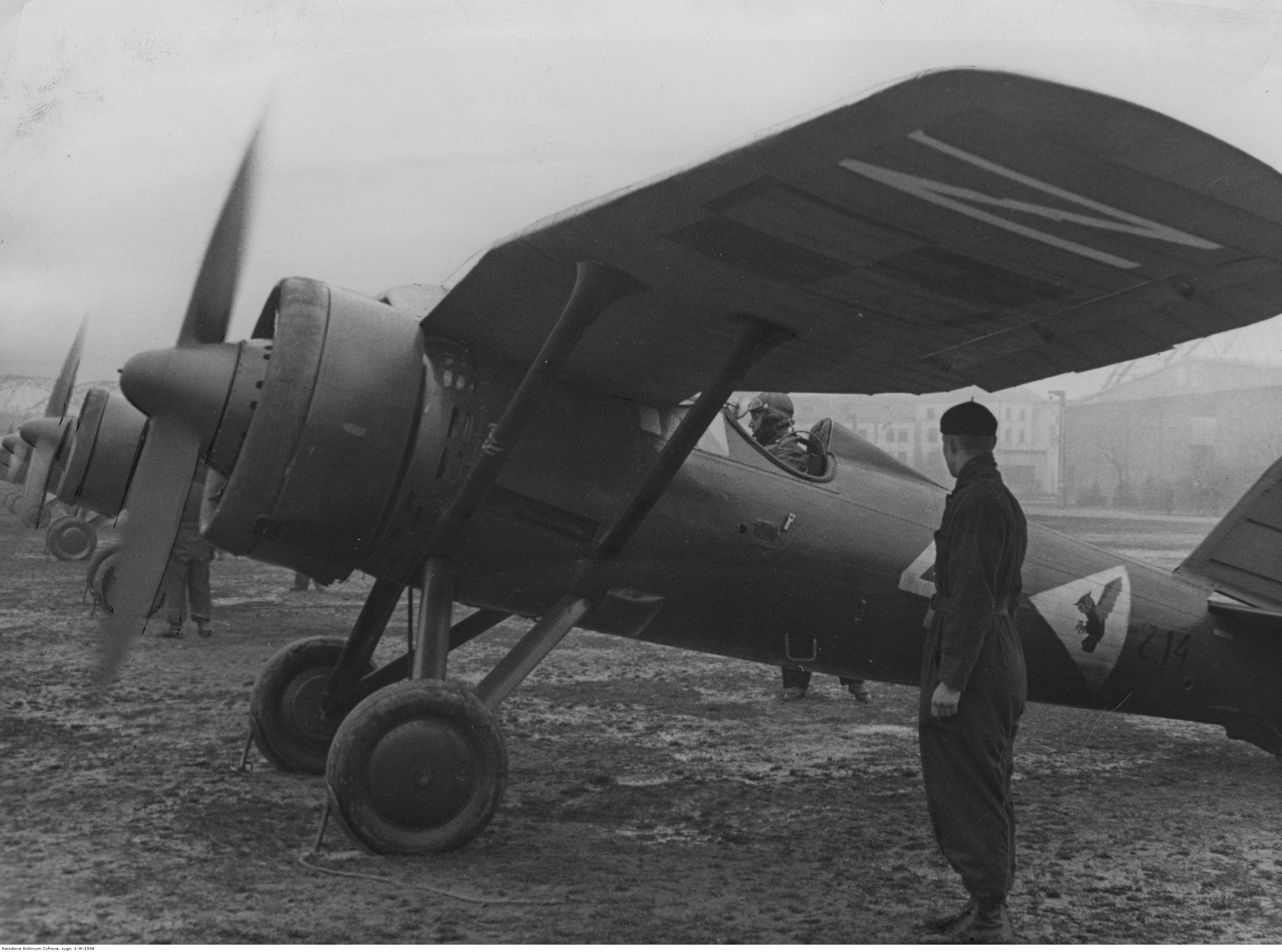
Avions PZL P.11

| Date       | Pilote                                                                                | Appareil(s) abattu(s) |
| ---------- | ------------------------------------------------------------------------------------- | --------------------- |
| 01/09/1939 | sous-lieutenant (podporucznik) Mikołaj Kostecki, caporal (kapral) Wawrzyniec Jasiński | He 111                |
| 02/09/1939 | aspirant (podchorąży) Jan Maliński                                                    | He 111                |
| 02/09/1939 | sous-lieutenant Henryk Bibrowicz                                                      | Do 17                 |
| 03/09/1939 | sous-lieutenant Henryk Bibrowicz                                                      | Do 17                 |
| 04/09/1939 | sous-lieutenant Paweł Łuczyński                                                       | Do 17                 |
| 05/09/1939 | aspirant Jan Maliński                                                                 | He 111                |
| 06/09/1939 | aspirant Jan Pudelewicz                                                               | Do 17                 |
| 07/09/1939 | aspirant Stefan Wapniarek                                                             | He 111                |
| 07/09/1939 | capitaine (kapitan) Franciszek Jastrzębski                                            | Do 17                 |
| 07/09/1939 | sous-lieutenant Paweł Łuczyński                                                       | Do 17                 |
| 07/09/1939 | aspirant Kazimierz Olewiński                                                          | Do 17                 |
| 08/09/1939 | sous-lieutenant Paweł Łuczyński                                                       | do 17                 |
| 09/09/1939 | capitaine Franciszek Jastrzębski                                                      | Bf 109                |
| 09/09/1939 | aspirant Kazimierz Olewiński                                                          | do 17                 |
| 09/09/1939 | aspirant Jan Maliński                                                                 | Me 110                |
| 10/09/1939 | caporal Wawrzyniec Jasiński                                                           | Me 110                |
| 11/09/1939 | sous-lieutenant Bohdan Anders                                                         | He 111                |
| 11/09/1939 | capitaine Franciszek Jastrzębski                                                      | Me 110                |
| 12/09/1939 | sous-lieutenant Jan Pudelewicz                                                        | Bf 109                |
| 12/09/1939 | sous-lieutenant Stefan Wapniarek                                                      | Bf 109                |
| 16/09/1939 | sous-lieutenant Stefan Wapniarek                                                      | Do 17                 |
| 17/09/1939 | caporal Kazimierz Mazur                                                               | Hs 126 endommagé      |